# Stella Days
Pour plus de détails, voir Fiche technique et Distribution.
Stella Days est un film irlandais réalisé par Thaddeus O'Sullivan, sorti en 2011, tiré du livre de Michael Doorley : Stella Days 1957-1967: The Life and Times of a Rural Irish Cinema (« La vie et l'époque d'un cinéma irlandais rural »).

## Synopsis
Dans les années 1950, Borrisokane (en), village reculé dans le Comté de Tipperary en Irlande, voit sa vie changer avec le retour sur ses terres du père Daniel Barry (Martin Sheen) après vingt ans passés aux États-Unis. Passionné par le cinéma, ce dernier souhaite ouvrir une salle de projection dans le village : le « Stella ». Commence alors un conflit entre l'église conservatrice et novatrice.

## Fiche technique
- Titre : Stella Days
- Réalisation : Thaddeus O'Sullivan
- Scénario : Antoine O. Flatharta d'après le livre Stella Days: The Life and Times of a Rural Irish Cinema de Michael Doorley
- Musique : Nicholas Hooper
- Photographie : John Christian Rosenlund
- Montage : Dermot Diskin
- Production : Jackie Larkin, Lesley McKimm, Thaddeus O'Sullivan et Maggie Pope
- Société de production : Newgrange Pictures et Screen Ireland
- Pays :  Irlande,  Norvège et  Allemagne
- Genre : Drame
- Durée : 100 minutes
- Dates de sortie : 
  -  Irlande : 9 octobre 2011 (festival international du film de Busan)
  -  Irlande : 9 mars 2012

## Distribution
- Martin Sheen (V. F. : Marcel Guido) : le père Daniel Barry
- Stephen Rea (V. F. : Philippe Peythieu) : Brendan Mc Sweeney
- Tom Hickey (V. F. : Igor De Savitch) : l’évêque Hegarty
- Marcella Plunkett (V. F. : Ivana Coppola) : Molly
- Trystan Gravelle (V. F. : Damien Witecka) : Tim Lynch
- David Herlihy : Emmet Quinn
- Amy Huberman (V. F. : Léa Gabriele) : Elaine
- Barbara Adair (V. F. : Cathy Cerda) : Peggy

Sources et légende : Version française (V. F.) sur RS Doublage et selon le carton de doublage.